# Imen Hasnaoui
Pour les articles homonymes, voir Hasnaoui.
Imen Hasnaoui, née le 29 septembre 1983, est une haltérophile tunisienne.

## Carrière
Elle est médaillée d'argent à l'arraché, à l'épaule-jeté et au total dans la catégorie des plus de 75 kg aux Jeux africains de 1999 à Johannesbourg.
Elle obtient la médaille d'or dans cette même catégorie aux championnats d'Afrique 2000 à Yaoundé.